# Золотники (гміна)
Гміна Золотники — сільська гміна у Підгаєцькому повіті Тернопільського воєводства Другої Польської Республіки. Адміністративним центром гміни було містечко Золотники.
Гміна утворена 1 серпня 1934 року в рамках нового закону про самоврядування (від 23 березня 1933 року).
Площа гміни — 97,01 км²
Кількість житлових будинків — 1824
Кількість мешканців — 9222
Гміну створено на основі давніших сільських гмін: Бурканів, Хатки, Сокільники, Соколів,  Золотники.